# Tibor Benedek
Tibor Benedek (Budimpešta, 12. srpnja 1972. - Budimpešta, 18. lipnja 2020.), bivši mađarski vaterpolist. Od 2013. godine je izbornik mađarske vaterpolske reprezentacije. Za reprezentaciju za koju je odigrao ukupno 384 utakmice prvi put je nastupio 1990. Mađarskim vaterpolistom godine proglašen je 1992., 1993. i 1994. Njegov otac Miklós poznati je glumac. Tibor je visok 190 cm i težak 96 kg.
Karijeru je započeo u klubu Központi Sportiskola u kojem je proveo vrijeme od 1980. do 1989. godine. Od 1989. do 1996. bio je igrač kluba Újpesti Torna Egylet. Idućih pet godina proveo je u talijanskim klubovima Racing Roma i INA Assitalia Roma. Od 2001. do 2004. brani boje Pro Recca, da bi onda dvije godine igrao za Budapesti Honvéd SE. 2006. je igrao za malteški Sliema ASC, a karijeru je završio u Pro Reccu za koji je igrao od 2007. do 2012. godine. S mađarskom reprezentacijom osvojio je tri olimpijska zlata. Godine 2013. nakon odlaska legendarnog Dénesa Keménya postao je njen izbornik. Kao izbornik je sasvim neočekivano odveo pomlađenu mađarsku reprezentaciju do naslova svjetskih prvaka 2013. S klubom UTE bio je četiri puta mađarski prvak, jedanput osvajač Kupa LEN, jedanput osvajač Eurolige i jedanput osvajač Superkupa LEN. Jednom je mađarski prvak bio kao igrač Honvéda. S klubom INA Assitalia Roma bio je talijanski prvak, a s Pro Reccom talijanski prvak i osvajač Eurolige.
Studirao je na Katoličkom sveučilištu Péter Pázmány u Budimpešti.
Preminuo je u 48. godini života, 18. lipnja 2020. godine.